# Johan August Brinell
Johan August Brinell (Bringetofta, 9 ottobre 1849 – Stoccolma, 1925) è stato un ingegnere svedese, studioso di metallurgia e metallografia.
Inventò un metodo per la prova della durezza dei materiali
La prova di durezza Brinell si effettua comprimendo, con un carico fisso e per un tempo determinato, una sfera di acciaio temprato sulla superficie del materiale in esame. La durezza Brinell viene espressa dal rapporto tra il carico applicato (misurato in KgF) e l'area dell'impronta (espressa in mm quadrati) lasciata dalla sfera sul provino.
Esiste una normalizzazione sia per i valori del carico che per quello del diametro della sfera di acciaio da usare: in generale per i metalli il carico è 3000 KgF e il diametro della sfera 10 mm.